# Aconitum tauricum
Aconitum tauricum är en ranunkelväxtart. Aconitum tauricum ingår i släktet stormhattar, och familjen ranunkelväxter.

## Underarter
Arten delas in i följande underarter:
- A. t. latemarense
- A. t. tauricum
- A. t. eustachyum

## Bildgalleri

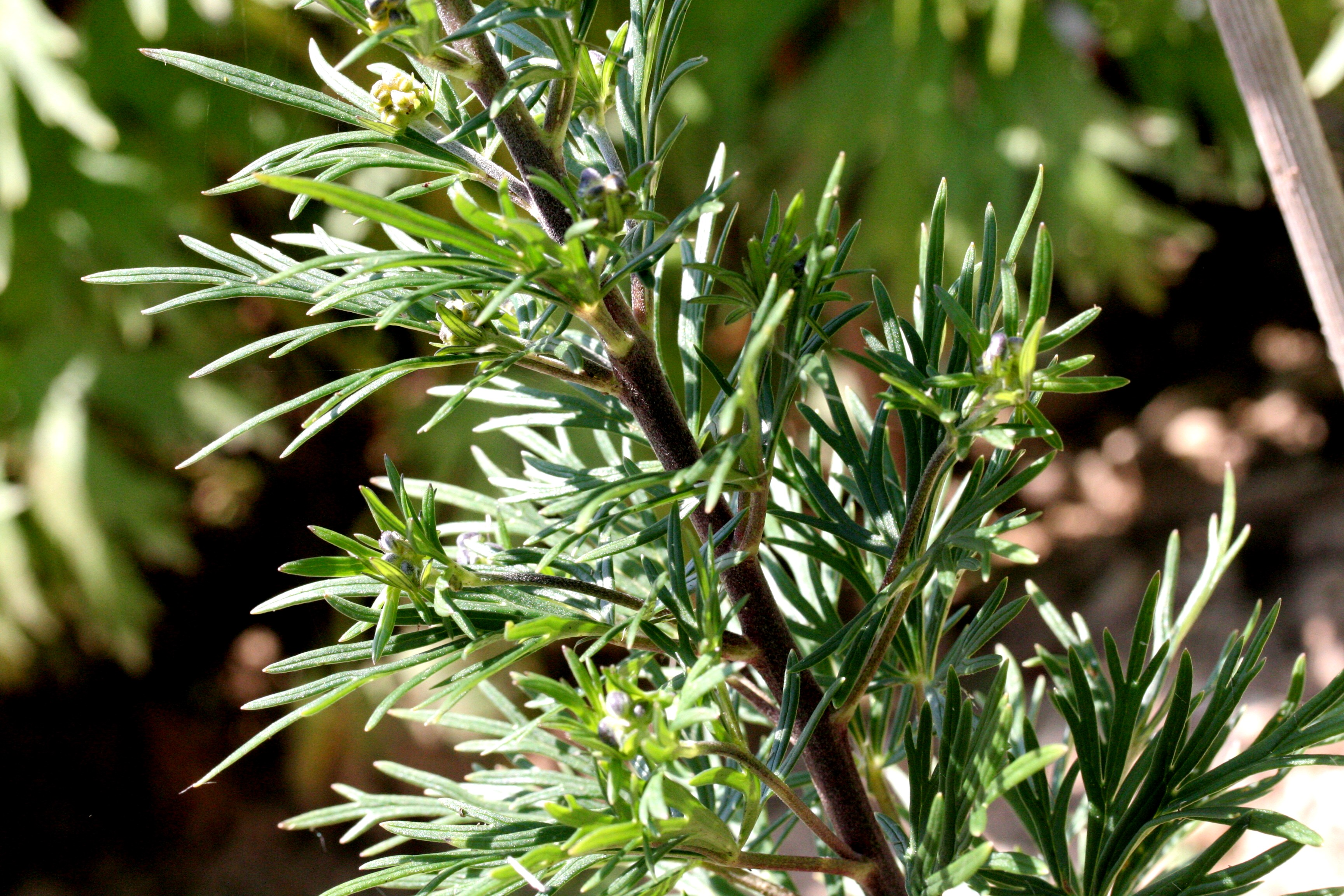
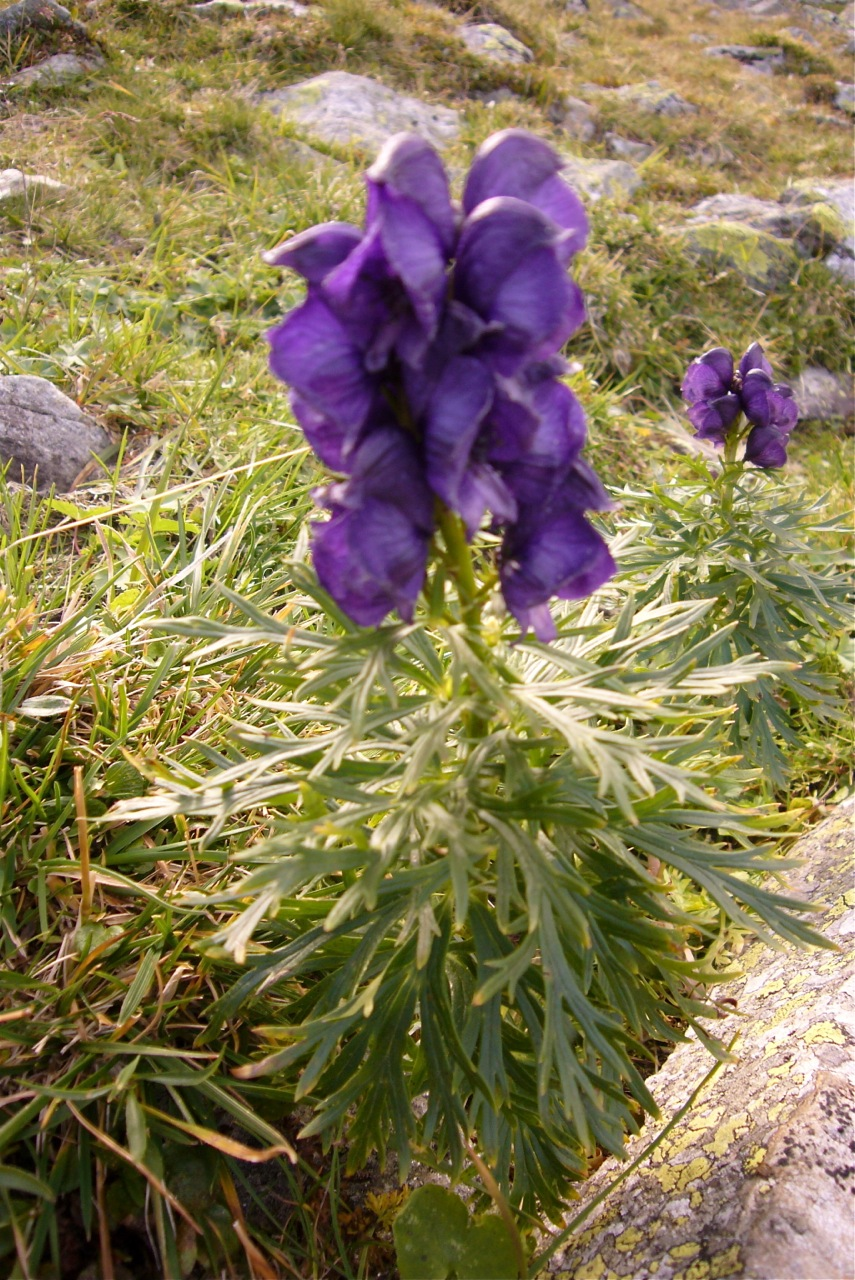